# CiteSeerX
CiteSeerx es un motor de búsqueda público y biblioteca digital para publicaciones académicas y científicas con especial énfasis en computación, ciencias de la computación. La idea detrás de CiteSeerx es principalmente la misma que su antecesor CiteSeer. Sin embargo, ha sido construido usando una nueva infraestructura basada en código abierto (SeerSuite), así como nuevos algoritmos con sus respectivas implementaciones. CiteSeerx ha sido desarrollado en el Colegio de Ciencias de la Información y Tecnología de la Universidad Estatal de Pensilvania, por los investigadores Dr. Isaac Councill y Dr. Lee Giles.
Además de los objectivos propuestos por su predecesor CiteSeer, busca y captura activa de documentos académicos y científicos en el WEB para ser indexados usando el método autónomo de análisis de citas y así permitir las búsquedas por cita o por la clasificación de los documentos basado en dicho análisis. CiteSeerx intenta proveer recursos tales como algoritmos, datos, metadatos, servicios, técnicas y software que puede ser utilizado para promover el uso y desarrollo de nuevas bibliotecas digitales.